# خانه خان شورک
خانه خان شورک مربوط به دوره قاجار است و در میبد، مرکز محله اصلی شورک واقع شده و این اثر در تاریخ ۱۶ شهریور ۱۳۸۳ با شمارهٔ ثبت ۱۱۱۱۵ به‌عنوان یکی از آثار ملی ایران به ثبت رسیده است.